# Antoni Pitxot
Antoni Pichot i Soler, que signava com a Antoni Pitxot (Figueres, 5 de gener de 1934, 12 de juny de 2015), fou un pintor català, director del Teatre-Museu Dalí, a més de patró vitalici, vicepresident segon de la Fundació Gala-Salvador Dalí i vell amic i col·laborador de Salvador Dalí.

## Biografia
Pitxot va néixer en una família amb molts artistes a les seves files, entre els quals el seu oncle Ramon Pichot, a través de qui Dalí va descobrir l'impressionisme i va determinar la seva vocació com a pintor. Pitxot va començar a estudiar dibuix a l'edat de tretze anys, sota les ordres de Juan Núñez Fernández (que també havia estat professor de Dalí anys abans a Figueres), a Sant Sebastià, i amb el temps va exposar regularment a Lisboa, Bilbao, Barcelona i Madrid, entre els seus vint i trenta anys, i guanyà nombrosos premis, inclosa una Medalla d'or al premi de pintura La Punyalada celebrat a Barcelona el 1965.
A principis de la dècada de 1960, era un dels amics íntims del pintor francès Maurice Boitel, que va pintar molts quadres a la propietat de la família Pitxot a Cadaqués.
El 1964, Pitxot va fixar la seva residència permanent a Cadaqués, on la seva família posseïa una casa d'estiu des de finals del segle xix. Va començar a experimentar amb el surrealisme: en particular, es va centrar en les figures antropomorfes inspirades en composicions de pedres similars a les que cobrien les costes de prop de casa seva. Pitxot treballava d'una manera molt particular: havia de construir escultures de pedres i després pintar aquestes escultures sobre tela.
Gran part del treball de Pixtot s'ocupa de l'al·legoria i el mite, entre els quals la figura de Mnemosyne, la mare de les Muses, que personificava la memòria, i una sèrie d'obres sobre La tempesta.
La relació de Pitxot amb Salvador Dalí va començar abans i tot del seu naixement, perquè les famílies es coneixien. Però Dalí es va convertir en un dels primers defensors de les obres de Pitxot, i fins i tot, amb el temps, el 1972, Dalí va visitar el seu taller i li va proposar de fer una exposició permanent al Teatre-Museu Dalí de Figueres. Actualment l'exposició permanent de l'obra Pitxot es troba al segon pis del museu. Pitxot i Dalí van ser gairebé inseparables en els últims anys de la vida de Dalí: dissenyant el Museu Dalí –resultat del diàleg d'aquests dos creadors–, donant classes sobre art i intercanviant idees sobre la seva obra. El 1975, amb col·laboració de Dalí, realitza els quatre "monstres grotescos" al pati interior del Teatre-Museu. Es tracta de monstres-fonts fets a partir d'acumular diferents pedres, calaixos, troncs d'arbre, un esquelet de balena i cargols.
Pitxot fou un artista respectat entre els catalans per mèrits propis. L'any 2000 fou nomenat acadèmic de la Reial Acadèmia de Belles Arts de Sant Jordi. El 2004, va rebre la Medalla d'Or al Mèrit en les Belles Arts de mans del rei d'Espanya com a reconeixement pel seu treball. Les obres de Pitxot es troben en col·leccions privades i en diversos museus d'arreu del món. L'any 2014 publicà el llibre Sobre Dalí i fou distingit amb la Fulla de Figuera de Plata de l'Ajuntament de Figueres.
Va morir el juny de 2015 i el seu funeral tingué lloc dissabte 13 de juny l'església parroquial de Cadaqués.

## Família
Era fill del violoncel·lista Ricard Pichot (deixeble de Pau Casals) i la seva esposa Àngela Soler Bofil, i nebot, entre d'altres, del també pintor Ramon Pichot i la mezzosoprano María Gay. El seu germà va ser el també pintor Ramon Pichot i Soler, el net del qual és l'actor, cantant i còmic català Bruno Oro Pichot.
El 1965 es va casar amb Leo Pla, amb qui va tenir dues filles, Antonia i Carmen.

## Exposicions
- 1955 — mostra col·lectiva “Pintura joven” organitzada per la Sala de Arte del Círculo Cultural de Sant Sebastià.
- 1956 — Sala Aranaz Darras, Sant Sebastià.
- 1958 — Exposició individual a la sala Alonso de Bilbao.
- 1959 — Sociedade Nacional de Belas Artes, Lisboa.
- 1960 — Sala Arte de Bilbao i Salón Cano de Madrid.
- 1961 — Pinacoteca de Barcelona.
- 1961 — Sala Arte de Bilbao.
- 1962 — Salón Cano de Madrid.
- 1963 — Pinacoteca de Barcelona.
- 1967* 1973 — es destina la seva obra pictòrica al Centro Internazionale di Studi sulla Comunicazione umana, a la Villa Barbariga de San Pietro de Stra, entre Pàdua i Venècia.
- 1972-1974 — Dalí visita Antoni Pitxot al seu taller de Cadaqués i el convida a realitzar una exposició permanent de la seva obra al segon pis del Teatre-Museu Dalí de Figueres, que s'inaugurarà el 28 de setembre de 1974. Per aquesta exposició una àmplia selecció de l'obra de Pitxot ve de la Fondazione Dalle Molle de Villa Barbariga. Es pot dir que el museu és, en bona part, el resultat del diàleg entre aquests dos creadors.
- 1975 — en col·laboració amb Salvador Dalí, realitza els quatre “monstres grotescos” ubicats al pati del Teatre-Museu.
- 1976 — amb Salvador Dalí, imparteix cursos d'estiu de dibuix al Teatre-Museu. Participa a Cadaqués, també juntament amb Salvador Dalí, en una exposició homenatge a l'escriptor Carles Rahola.
- 1977 — novament amb Salvador Dalí, participa en la mostra col·lectiva Pintors surrealistes de l'Empordà, celebrada al Museu de l'Empordà de Figueres.
- 1979 — invitat expressament per Dalí, Pitxot participa amb dos olis a l'exposició Salvador Dalí — rétrospective, 1920-1980 organitzada pel Centre Georges Pompidou de París, que se celebra el 1979 i 1980.
- 1980 — exposició individual a la galeria André-François Petit de París.
- 1982 — participa en l'exposició Art catalan contemporain al Centre Culturel Pierre Bayle, Ville de Besançon. També en l'exposició L'art espagnol de l'immigration à travers l'Europe que té lloc al Grand Palais de París. Exposa a la galeria André-François Petit de París.
- 1983 — dissenya el cartell per al XIII Festival Internacional de Música de Cadaqués i amb aquest motiu inaugura una exposició a la galeria Cadaqués, dirigida per l'arquitecte Lanfranco Bombelli. Àmplia exposició de la seva obra dels darrers anys, a les sales Pablo Ruiz Picasso de la Dirección General de Bellas Artes del Ministerio de Cultura.
- 1984 — exposició amb Salvador Dalí a la Husets Galleri, d'Aalborg (Dinamarca). Mostra individual a l'estand de la galeria Cadaqués a Arco'84, Madrid. A l'octubre, Salvador Dalí s'instal·la definitivament a la Torre Galatea de Figueres, on Antoni Pitxot el visita gairebé diàriament.
- 1985 — treballa en la preparació de la seva exposició sobre “La batalla de Constantí”, per a la galeria d'art Àmbit de Barcelona, tasca que alterna amb la direcció del Teatre-Museu Dalí de Figueres.
- 1986 — exposició monogràfica a la galeria d'art Àmbit de Barcelona, amb obra recent sobre La batalla de Constantí, que consta de quaranta-set olis i un dibuix. En el catàleg, apareix el text que Dalí li dedica, ”La Guerre de Troie aura lieu“, i una presentació de Cesáreo Rodríguez-Aguilera. Realitza el cartell per al VI Festival Internacional de Música de l'Empordà i paral·lelament exposa els mesos d'agost i setembre a la Sala Gòtica de l'abadia de Vilabertran. Exposició a la galeria Sant Lluc d'Olot.
- 1987 — participa en l'exposició Effetto Arcimboldo del Palazzo Grassi de Venècia amb l'oli Autoretrat, que actualment es pot contemplar al Teatre-Museu Dalí. I en “El retrat a Catalunya” al Castell Reial de Cotlliure (França). Mostra col·lectiva Pintors de la realitat tangible a la galeria Fòrum de Girona.
- 1987/1988 — participa en l'exposició Naturalezas españolas (1940-1987) al Museo Nacional Centro de Arte Reina Sofía de Madrid.
- 1989 — exposició a la galeria Biosca de Madrid amb cinquanta olis i cinc dibuixos.
- 1992 — exposició Los Pichot, una dinastía de artistas al Centro Cultural Conde Duque de Madrid.
- 1993 — mostra a la galeria Cadaqués amb obres, la majoria de les quals estan basades en el personatge mitològic d'Ariadna.
- 1995/1996 — participa en l'exposició L'Empordà, terra d'artistes, a la Pia Almoina de Barcelona, al Palacio de Velázquez de Madrid i al Museu de l'Empordà de Figueres.
- 1997 — exposa a la Fontana d'Or de Girona.
- 1998 — monogràfica a la “galeria exterior” de la seu central el Banc de Sabadell i que consta de fons d'art del banc.
- 2000 — és nomenat Acadèmic corresponent per Cadaqués de la Reial Acadèmia Catalana de Belles Arts de Sant Jordi.
- 2003 — exposició antològica Cadaqués, escenari d'Antonio Pitxot al Museu de Cadaqués.
- 2007 — exposició Antoni Pitxot al castell de Benedormiens, Castell d'Aro.
- 2008 — exposició Retrospectiva Antoni Pitxot al Centro de Arte Tomás i Valiente de Fuenlabrada, Madrid.
- 2009 — exposició Pitxot a l'Espacio para el arte de Caja Madrid, Saragossa.
- 2011 — exposició Retrospectiva Antoni Pitxot, al Real Alcázar de Sevilla.
- 2013 — exposició Antonio Pitxot — Retroproyectiva. Hablaron las piedras a les Salas d'Exposiciones del Rectorado Universidad de Málaga.
- 2014 — exposició al Castell Gala Dalí de Púbol titulada Entorn de l'escenari. El documental “Dalí - Pitxot. L'al·legoria de la memòria”, editat amb motiu de l'exposició rep el premi FIAMP 2014 (International Festival of Audiovisual and Multimedia about Patrimony). Exposició a la Fundació Vila Casas titulada Antoni Pitxot. Reconeixement de trajectòria artística i artista del fons. Exposa a la Galeria Iturria de Cadaqués Un deliri ultralocal.
- 2015 — Dali Pitxot Cadaqués. Entorn de la pintura, al Museu Municipal de Cadaqués.

## Obra
Ordenada cronològicament.
- Pitxot, Antoni; Aguer, Montse. Fundació Gala-Salvador Dalí. Casa-Museu Salvador Dalí Port Lligat — una vida amb la llum de l'eternitat, 1998.
- Pitxot, Antoni; Aguer, Montse. Fundació Gala-Salvador Dalí. Teatre-Museu Dalí.  Figueres: Triangle Postals, 2007.
- Pitxot, Antoni. Ajuntament de Castell-Platja d'Aro. Pitxot — retrospectiva — Col·lecció Martí-Balart, 2007.
- Pitxot, Antoni; Aguer, Montse. Fundació Gala-Salvador Dalí. Casa-Museu Salvador Dalí — Portlligat-Cadaqués.  Triangle Postals, 2009.
- Pitxot, Antoni; Aguer, Montse. Fundació Gala-Salvador Dalí. Casa-Museu Castell Gala Dalí — Púbol.  Triangle Postals, 2011.
- Pitxot, Antoni. Sobre Dalí — conversaciones con Fernando Huici March.  Barcelona: Planeta, 2014. ISBN 9788408113720.

## Premis i reconeixements
- 1964: Premi Extraordinari de pintura de Sant Pol de Mar.
- 1965: finalista en el concurs de La Punyalada de Barcelona.
- 1965: Premi de pintura, medalla d'or, Ciuffenna-Arezzo.
- 2004: Medalla d'Or al Mèrit Artístic de les Belles Arts (Ministeri de Cultura d'Espanya)
- 2014: Fulla de Figuera de Plata (Ajuntament de Figueres)
- 2015: Fill predilecte de la vila de Cadaqués (Ajuntament de Cadaqués)